# Сапсерфінг

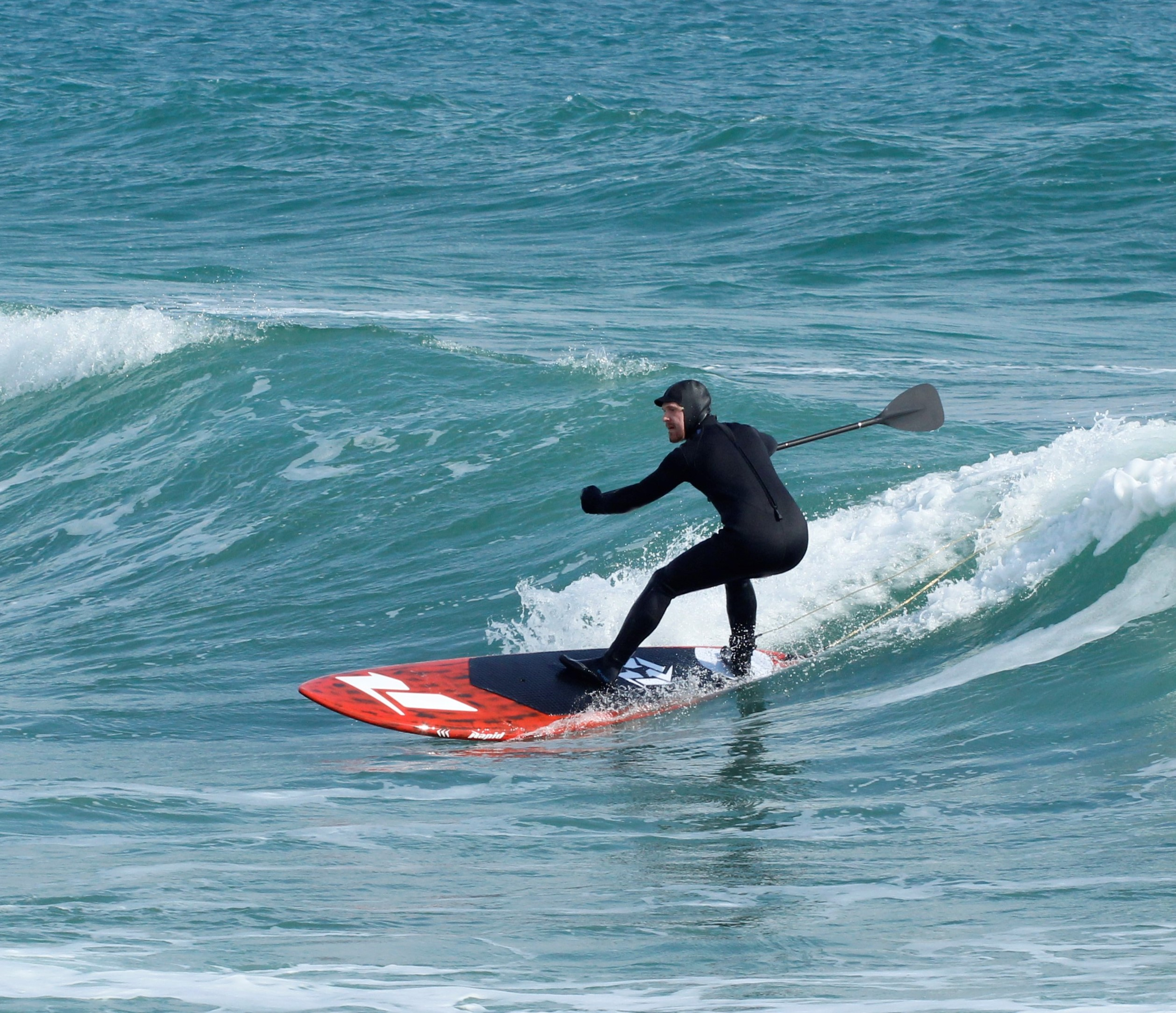
Олександр Іванюшин - чемпіон України 2019 (SUP wave)

Сапсерфінг (від SUP — англ. standup paddling) гав. hoe he'e nalu — водний вид спорту, гібрид серфінгу та веслування, в якому спортсмен пересувається по воді на дошці за допомогою весла. Дошки для сапсерфінгу схожі на дошки для традиційного серфінгу, але зазвичай більші за них габаритами, що спрощує утримання рівноваги.
Змагання із сапсерфінгу зазвичай проводяться в наступних дисциплінах:
1. Сапрейсинг (SUP racing) - перегони на швидкість. В свою чергу змагання із сапрейсингу проводяться на довгих дистанціях (long distance race) - 10 км і більше, на середніх дистанціях (прибл. 5 км) з поворотами навколо буїв (technical race). Спринтерські перегони із SUP (sprint race) зазвичай проходять на дистанціях від 200 до 1000 м. Даунвінд-перегони (downwind race) проводяться виключно у напрямку вітру. В цій дисципліні ключовим є вміння використовувати енергію хвиль для подолання дистанції
2. Серфінг з веслом (SUP wave) - змагання із серфінгу з веслом. В цій дисципліні виступи атлетів оцінюються за правилами традиційного серфінгу

## Батьківщина Сапсерфінгу

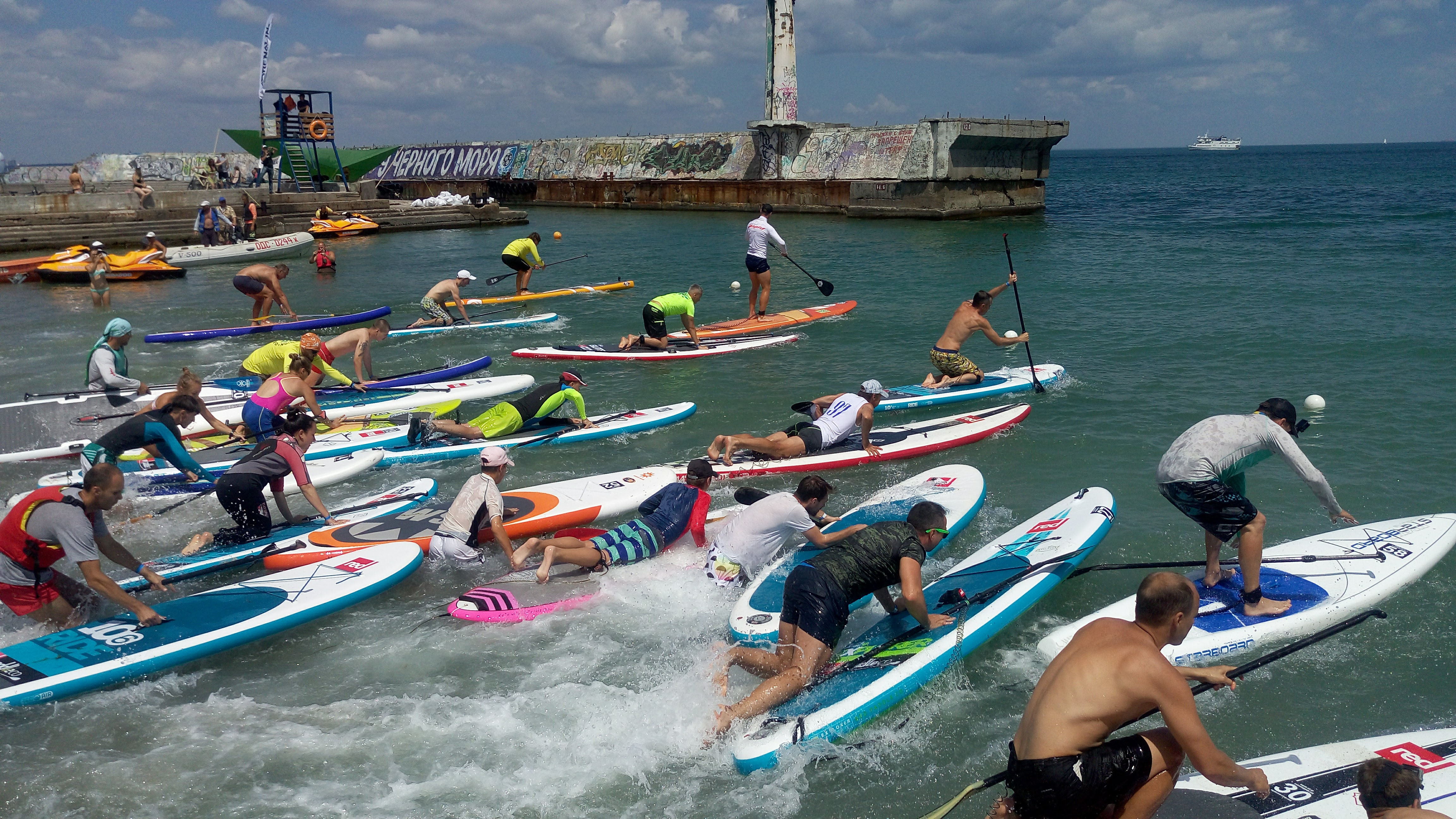
Аматорські змагання із SUP в Одесі, 2017р.

Батьківщиною цього виду спорту вважаються Гавайські острови: ще в 1778 році європейцями були описані тамтешні жителі, які виходили в море на дерев'яних дошках стоячи і використали при цьому весла для веслування. Відомо також, що в 1960-і роки деякі люди на Гаваях виходили в море на подібних дошках, щоб сфотографувати тренування «справжніх» серфінгістів. Розвиток сапсерфінгу як саме виду спорту, однак, почався лише на початку XXI століття: першими професійними спортсменами в даній дисципліні стали Дейв Калама і Лерд Гамільтон, з ініціативи яких на Гаваях з 2003 року почали проходити змагання з сапсерфінгу. У 2005 році в Каліфорнії була заснована його федерація, після чого почалося поширення дисципліни в інших країнах світу; до 2012 року сапсерфінг був вже досить популярним.

## Перша поява в Україні

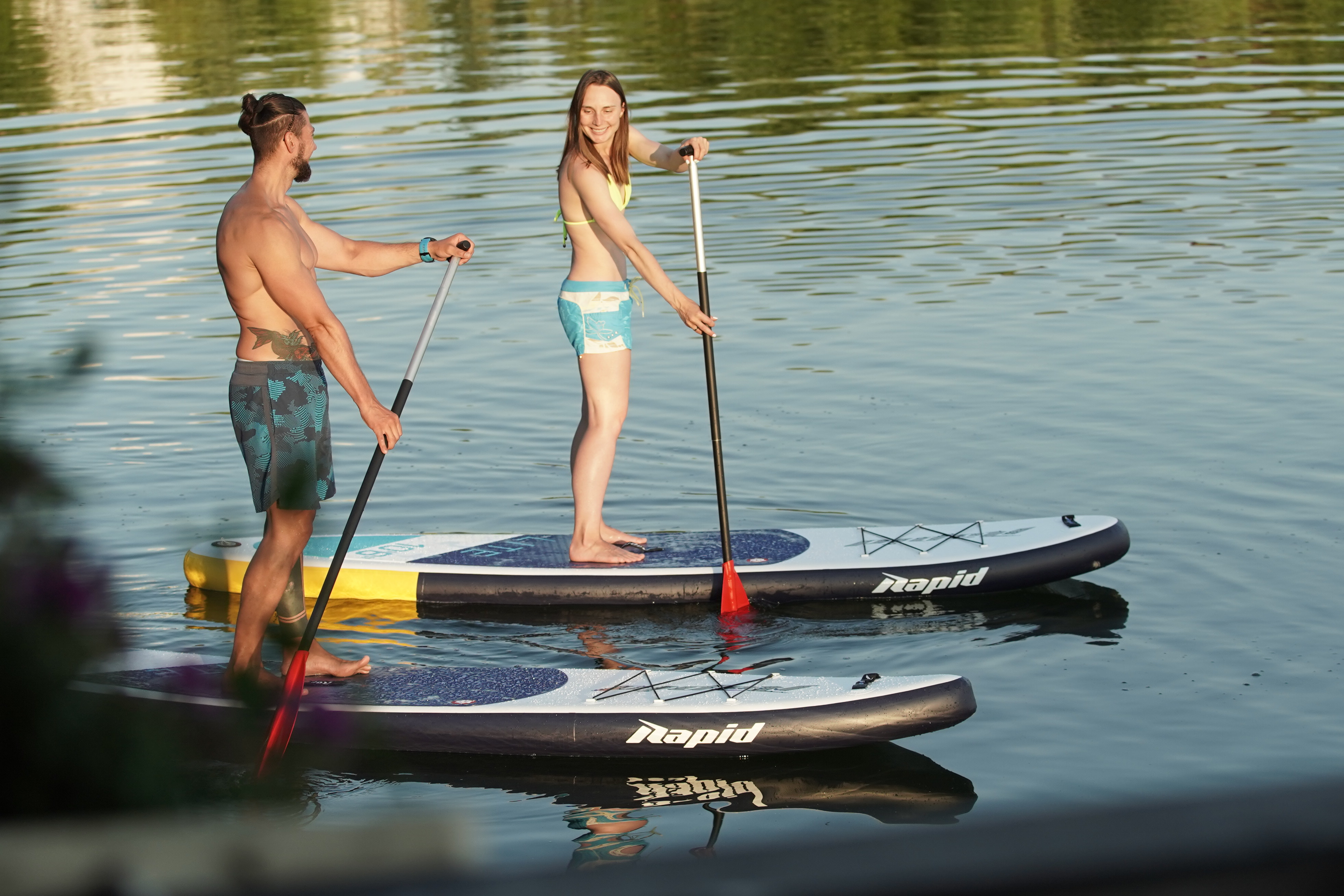
Відпочинок на САП

В Україні SUP як спорт почав активно розвиватись лише в 2017 році із створенням національної федерації SUP та серфінгу — UFSS (Ukrainian Federation of SUP and Surfing). UFSS ставить за мету приєднання до ICF та ISA - двох міжнародних спортивних федерацій, які згідно з рішенням міжнародного спортивного арбитражу (CAS) уповноважені проводити офіційні міжнародні змагання із SUP.
За підтримки UFSS в 2017 в Україні вже було проведено низку спортивних стартів із SUP, зокрема Київський SUP марафон в травні 2017-го року, та ще кілька регіональних змагань в Одесі, Дніпрі, Запоріжжі, Києві та перегони із SUP на бузьких порогах в Миколаївській області — Waterfall 2017. В 2018 році UFSS провела перший в історії чемпіонат України із SUP, який з того часу проводиться в Україні регулярно.

## Історія САП спорту

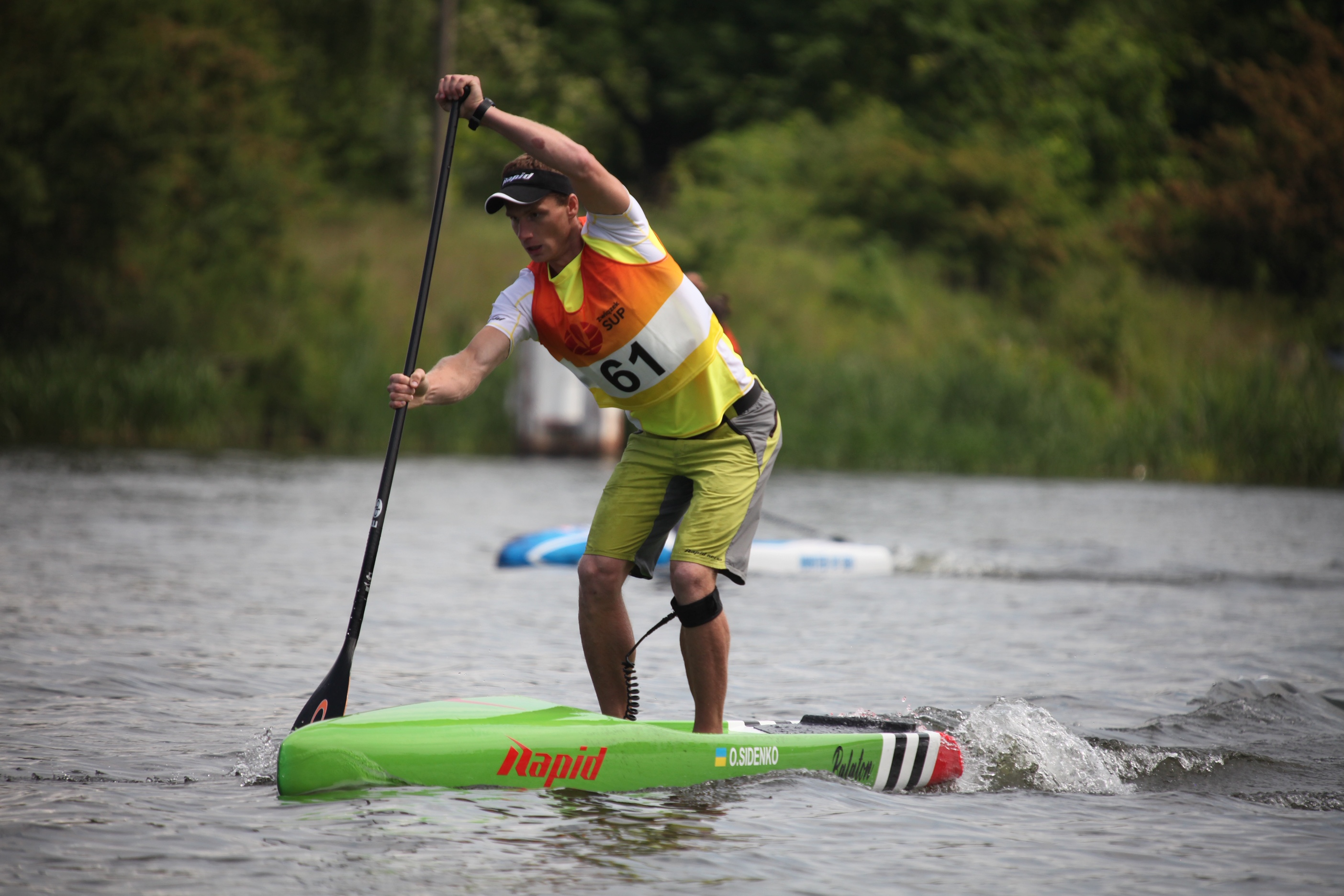
Олексій Сіденко - чемпіон України 2021 (SUP racing)

Історично САП спорт виник як різновид традиційного хвильового серфінгу з веслом. Але наразі активно розвиваються декілька розгалужень, насамперед SUP racing — перегони на вузьких довгих САП дошках на кшталт традиційних олімпійських каное для спринту, власне САП серфінг, і т. ін.
САП перегони проходять на будь-яких водоймах на відкритій воді (океани, озера, річки) на відміну від олімпійського веслувального спринту. Окремо проводять змагання в наступних дисциплінах: спринт, слалом (technical race), перегони на довгі дистанції (long race).

## SUP-події в Україні
- Kyiv Open SUP Race [Архівовано 22 серпня 2021 у Wayback Machine.] — найбільший спортивний турнір із SUP в Україні
- Чемпіонат України із SUP [Архівовано 5 червня 2019 у Wayback Machine.]
- Архипелаг-О — Фестиваль Водного Орієнтування на каяках і SUP
- Ukraine Dragon SUP Challenge 2019 — командні змагання на надувних SUP бордах типу «Дракон»
- 100 км на SUP-е за световой день